# Berindești (okręg Ardżesz)
Berindești – wieś w Rumunii, w okręgu Ardżesz, w gminie Corbeni. W 2011 roku liczyła 339 mieszkańców.